# Atlanta frontieri
Atlanta frontieri is een slakkensoort uit de familie van de Atlantidae. De wetenschappelijke naam van de soort is voor het eerst geldig gepubliceerd in 1993 door Richter.